# Alice Waginger
Alice Waginger (* in Wien) ist eine österreichische Opern- und Operettensängerin (Sopran, Soubrette), Bühnenautorin und Gründungsmitglied des Wiener Musiktheater-Ensembles Oper@Tee.

## Werdegang
Waginger studierte an der Universität für Musik und darstellende Kunst Wien Konzertfach Gesang bei Franz Lukasovsky und Bernhard Adler, Opernklasse (Johannes Weigand, Reto Nickler, Christoph Ulrich Mayer) und belegte außerdem bei Charles Spencer Lied- und Oratorienunterricht. Neben der universitären Ausbildung besuchte sie den „Lehrgang für klassische Operette“ bei Wolfgang Dosch am Konservatorium Wien Privatuniversität. Meisterkurse besuchte sie bei Helmut Wildhaber, Sirkku Wahlroos-Kaitila, Herbert Prikopa und Peter Schreier.
Sie ist in zahlreichen Partien ihres Fachs aufgetreten, so auch beim Lehár Festival Bad Ischl (als Adele in Johann Strauß’ Die Fledermaus) und in der Bühne Baden. Konzertant bot sie – neben verschiedenen Wienerlied- und Dudler-Programmen (unter dem Pseudonym Lizzi Koroschitz) – auch weitere Opernpartien und Kirchenmusik dar. Joseph Haydns Arianna a Naxos stellte sie 2019 in einer szenischen Version von Bernd R. Bienert im Teatro Barocco (Baden bei Wien) vor.

## Rollen (Auswahl)
- Carl Ditters von Dittersdorf Doktor und Apotheker – Leonore
- Paul Hertel & Leopold Deitelbaum Die Rose des Kaisers – Lena
- Julius Hopp Margarethl und Fäustling – Margarethl
- Franz Lehár Das Land des Lächelns – Franzi
- Carl Millöcker und Ludwig Anzengruber Der Sackpfeifer (Uraufführung) – Floretta
- W. A. Mozart Così fan tutte – Despina
- Adolf Müller senior Die schwarze Frau – Nanette
- Jacques Offenbach Salon Pitzelberger – Ernestine[3]
- Gerald Schwertberger (1941–2014) Löwenherz (UA) – Gisela
- Oscar Straus Ein Walzertraum – Tschinellenfiffi
- Johann Strauss Die Fledermaus – Adele / Ida
- J. Strauss/Adolf Müller junior Wiener Blut – Peppi Pleininger
- Ernst Toch Egon und Emilie – Emilie
- Carl Zeller Der Vagabund – Dadian
- Carl Zeller Der Obersteiger – Elfriede/Nelly
- Carl Zeller jun. Die Frau im Negligé – Angele
- Carl Michael Ziehrer Der Liebeswalzer – Antschi

## Werke/Arrangements/Bearbeitungen (Auswahl)

### Wiener Volkstheater
- 2018 Die Wiener Zauberflöte (Wiener Volksstück nach Wolfgang Amadeus Mozart, Wenzel Müller (Der Fagottist, oder: Die Zauberzither), Emanuel Schikaneder und Joachim Perinet)
- 2019 Die lustige Witwe (Bearbeitung, nach Franz Lehár und Victor Léon)
- 2021 Gluck im Unglück oder Orpheus als Menschenfresser (Parodie auf Orpheus und Euridike von Christoph Willibald Gluck und der Operette Don Fèrocio von Frédéric Barbier nach einer Übersetzung von Daniel Hirschl)[4]

### Kinderopern und -operetten
- 2016 Der kleine Prinz (Kinderoperette mit Musik nach Motiven von Adolf Müller jun.)
- 2017 Rotkäppchen (Kinderoper nach dem Märchen Rotkäppchen der Gebrüder Grimm mit Musik nach Motiven von François-Adrien Boieldieu)
- 2018 Der gestiefelte Kater (Kinderoperette nach dem Märchen Der gestiefelte Kater mit Musik von Joseph Lanner)
- 2018 Schneewittchen (Kinderoper nach dem Märchen Schneewittchen mit Musik von Antonín Dvořák)
- 2019 Sigi’s Abenteuer oder Der Ring für Kinder (Kinderoper nach Richard Wagners Der Ring des Nibelungen)
- 2019 Rumpelstilzchen (Kinderoper nach dem Märchen Rumpelstilzchen mit Musik von Béla Bartók)
- 2019 Mozartini präsentiert: Die Zauberflöte (Kinder-Mit-Mach-Oper nach der Oper Die Zauberflöte von W. A. Mozart)
- 2019 Die Weihnachtshexe (Kinderoper mit Musik von Felix Mendelssohn Bartholdy)
- 2020 Aladin und die Wunderlampe (Kinderoper nach dem Märchen Aladin und die Wunderlampe mit Musik von Nikolai Rimsky-Korsakov)